# (8334) 1984 CF
1984 سي أف (ويعرف أيضًا باسم (8334) 1984 سي أف وفق تسمية الكوكب الصغير) (بالإنجليزية: 1984 CF)‏ هو كويكب ضمن حزام الكويكبات؛ وترتيبه 8334 من حيث الاكتشاف.
اكتُشف هذا الجُرم الفلكي بواسطة جيمس جيبسون ‏ في 10 فبراير 1984.

## وصلات خارجية
- (8334) 1984 CF في قاعدة بيانات مختبر الدفع النفاث لأجرام النظام الشمسي الصغيرة

- الاكتشاف · مخطط المدار ·  العناصر المدارية · المعلمات المادية

- (8334) 1984 CF على موقع ويكي سكاي: DSS2, SDSS, GALEX, IRAS, Hydrogen α, X-Ray, Astrophoto, Sky Map, Articles and images